# Vrede van Hubertusburg

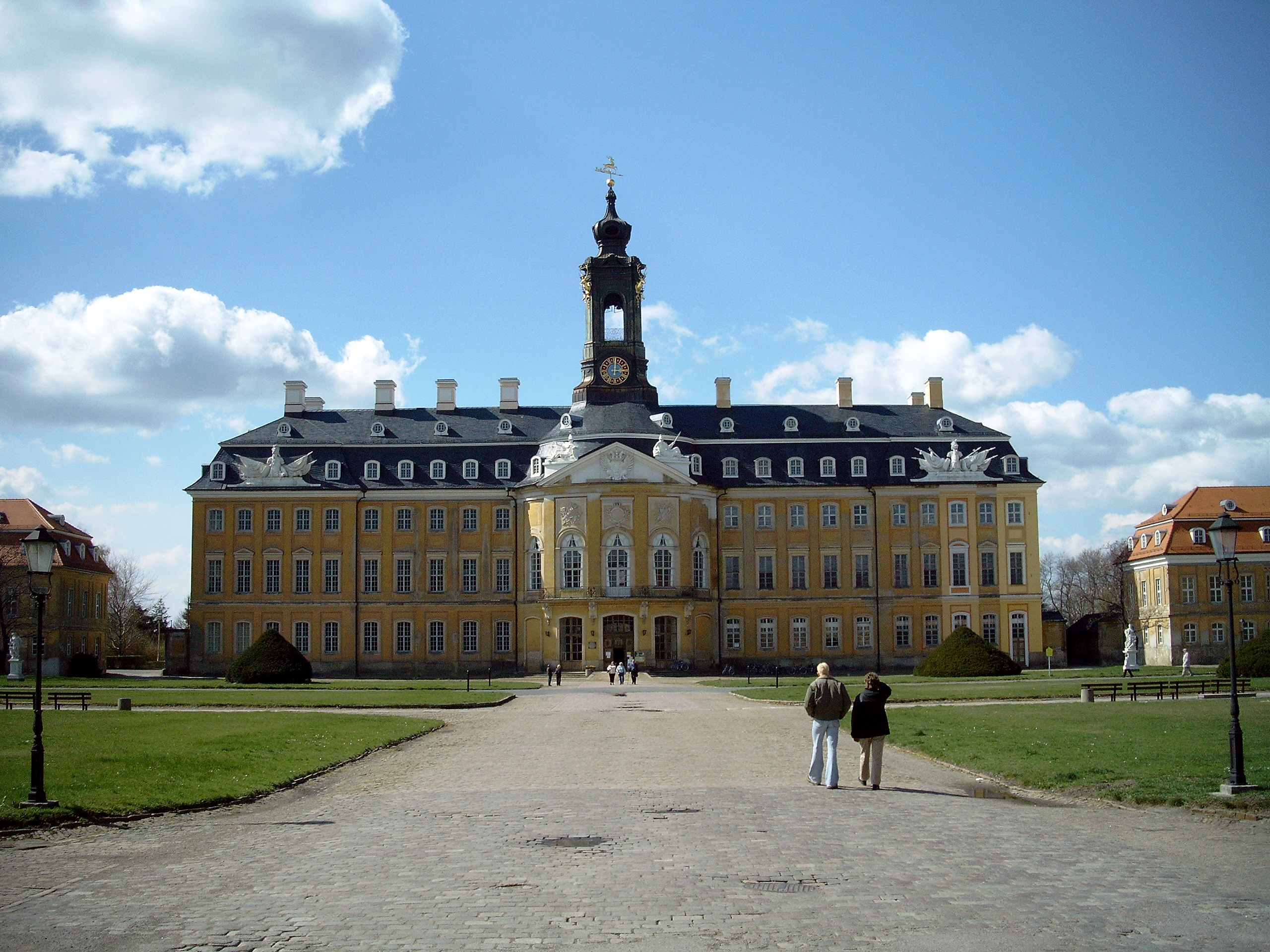
Schloss Hubertusburg

Met de Vrede van Hubertusburg bedoelt men de op 15 februari 1763 gesloten vrede tussen koninkrijk Pruisen, het aartshertogdom Oostenrijk en het keurvorstendom Saksen. De verdragen werden getekend op het Saksische slot Hubertusburg en betekenden het formele einde van de Zevenjarige Oorlog.

## Geschiedenis
De Habsburgse monarchie was in de tweede helft van het jaar 1762 aan het einde van zijn economische en militaire kracht en moest wel vredesonderhandelingen opnemen met Pruisen, omdat bondgenoten Rusland en Zweden zich na respectievelijk de Vrede van Sint-Petersburg en de Vrede van Hamburg uit de oorlog hadden teruggetrokken. Ook de derde bondgenoot Frankrijk sloot vrede met zijn belangrijkste tegenstander Groot-Brittannië, wat nog eens bekrachtigd werd in de Vrede van Parijs. Het keurvorstendom Saksen nam de onderhandelingen tussen Pruisen en Oostenrijk op zich, omdat het verbonden was met Oostenrijk en daardoor een bemiddelaarspositie kon vervullen.
Op 24 november 1762 werd een wapenstilstand tussen de twee landen afgekondigd. De Saksische kroonprins Frederik Christiaan bezocht daarop de Pruisische koning Frederik de Grote in zijn hoofdkwartier te Meißen om met hem in overleg met het Poolse hof en in opdracht van Oostenrijk de vredesonderhandelingen te beginnen.
De onderhandelingen begonnen op 30 december 1762 in het door de Pruisische troepen geplunderde jachtslot Hubertusburg bij Wermsdorf in Saksen. De drie onderhandelende staten verklaarden dit slot tot neutraal gebied zolang de vredesonderhandelingen zouden duren. Omdat het slot vrijwel volledig leeggeruimd was, moesten de vergaderingen plaatsvinden in een zijvleugel van het gebouw.
De Rijksraad van het Heilige Roomse Rijk had zich enkele dagen van tevoren neutraal verklaard. De delegaties voor de onderhandelingen bestonden niet uit ministers of diplomaten, maar uit hoge staatsbeambten die een volmacht hadden gekregen. Op 15 februari 1763 werd tussen de vertegenwoordigers Collenbach en Hertzberg het vredesverdrag tussen Pruisen en Oostenrijk getekend, waarbij het enige conflictpunt het Boheemse graafschap Glatz was. Oostenrijk wilde deze vesting onder alle omstandigheden behouden en bood Pruisen zelfs aan om zijn schuldbetalingen aan Saksen over te nemen. Daarnaast werd voorgesteld dat de Oostenrijkse kroon zou afzien van de titel hertog van Silezië, maar Pruisen ging hier niet op in en wilde koste wat het kost dat Glatz weer bij Pruisen werd gevoegd.
Het vredesverdrag werd op 21 februari 1763 door Pruisen geratificeerd, en op 24 februari door Oostenrijk. Voor Pruisen gebeurde dit door koning Frederik de Grote in het nabijgelegen slot in Dahlen. Op 15 februari werd de vrede tussen Pruisen en Saksen gesloten.

## Inhoud van de verdragsteksten

### Vredesverdrag tussen Pruisen en Oostenrijk
Dit verdrag bestond uit 21 artikelen en 2 geheime extra artikelen. In het verdrag werd geregeld dat keizerin Maria Theresia en haar opvolgers geen aanspraak meer konden maken op alle gebieden die aan Pruisen moesten worden afgestaan in de Voorvrede van Breslau en de Vrede van Berlijn (1742). Pruisen verplichtte zich af te zien van herstelbetalingen door Oostenrijk.

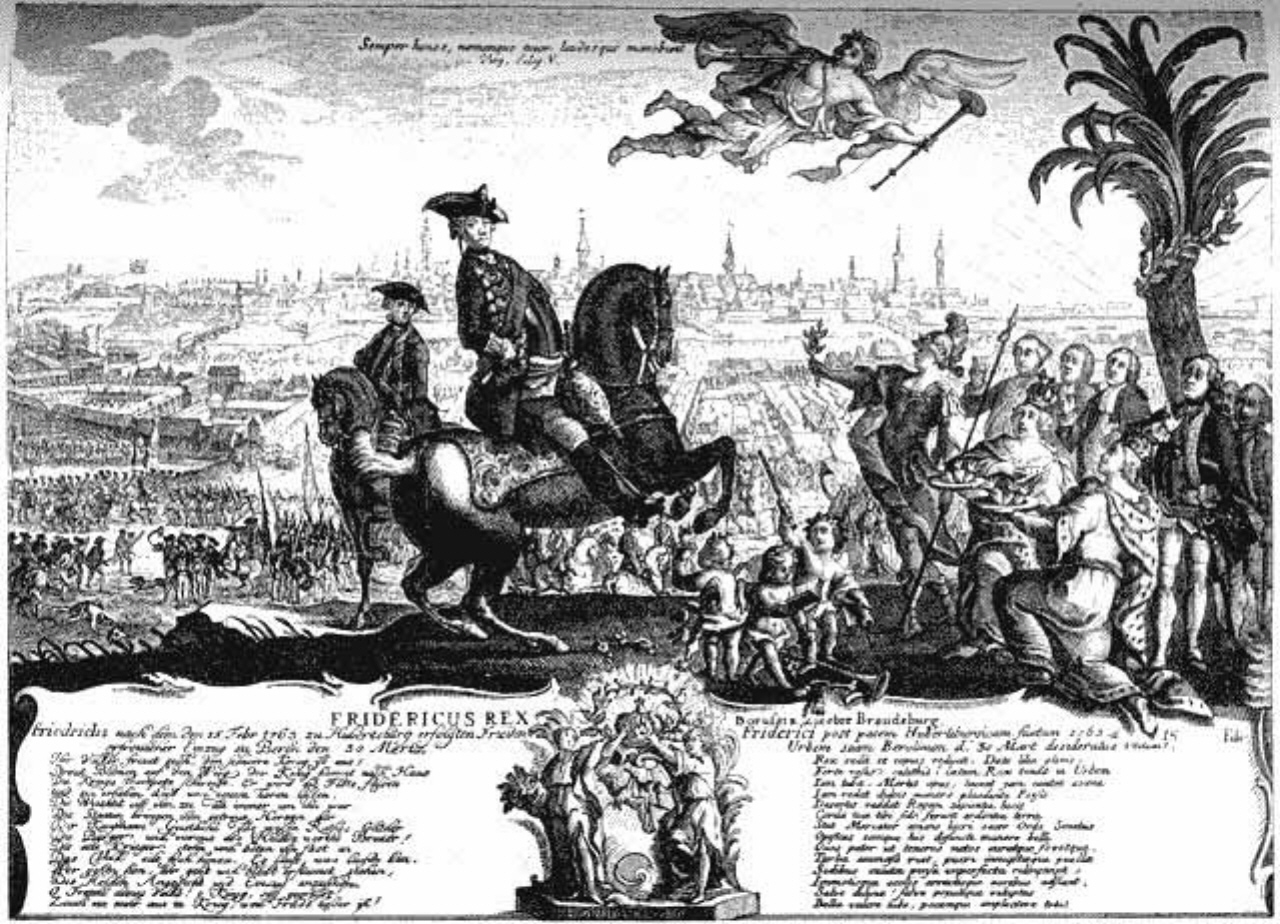
Frederik II van Pruisen wordt door zijn onderdanen in Berlijn onthaald na de Vrede van Hubertusburg. Door Johann Lorenz Rugendas

Overeengekomen werd dat de vijandelijkheden direct zouden worden stopgezet en dat de troepen van beide partijen zich zouden terugtrekken. Het door Oostenrijk bezette graafschap Glatz moest worden ontruimd en aan Pruisen overgedragen, waarop Pruisen beloofde dat het alle inwoners van het graafschap de mogelijkheid tot emigratie zou geven. Ook zouden de Pruisische troepen zich uit Saksen terugtrekken.
Alle krijgsgevangenen en gijzelaars van beide partijen moesten worden vrijgelaten, evenals onder dwang gerekruteerde vreemdelingen. Pruisen kreeg de door Oostenrijk in beslag genomen archieven terug en waarborgde de godsdienstvrijheid en de bescherming van privileges en goederen van de Silezische bevolking. Ook verplichtten beide staten zich tot de bevordering van de handel tussen beide landen met als uiteindelijk doel een handelsverdrag tussen Pruisen en Oostenrijk.
In de 2 geheime extra artikelen beloofde de Pruisische koning dat zijn stem in de keuze voor keizer van het Heilige Roomse Rijk naar Maria Theresia's zoon keizer Jozef II zou gaan. Tevens beloofde hij ondersteuning van het Habsburgse huis bij de troonopvolging in het hertogdom Modena.

### Vredesverdrag tussen Pruisen en Saksen
Dit verdrag bestond uit 11 artikelen en 3 separate artikelen. Vastgelegd werd de beëindiging van de oorlogshandelingen en een onmiddellijke wapenstilstand. Pruisen verplichtte zich zijn troepen binnen 3 weken uit Saksen terug te trekken, en de oude territoriale situatie op basis van de Vrede van Dresden (1745) werd hersteld. Tevens werd tot een algemene amnestie besloten. Saksen moest afzien van aanspraak op de dorpen Schidlow en Fürstenberg an der Oder. Pruisen beloofde Saksen een vrije toegang - ook voor de Saksische troepen - door Silezië naar Polen. Ten slotte legden beide staten zich vast op de inhoud en ratificatie van het verdrag.

## Uitwerking
Door het verdrag was de status quo voor het uitbreken van de Zevenjarige Oorlog weer hersteld. Het Pruisisch bezit van Silezië en het graafschap Glatz werd na de verdragen van Berlijn en Dresden voor de derde maal bevestigd, en deze keer definitief.
Door de Zevenjarige Oorlog was Pruisen de vijfde Europese grootmacht geworden naast Oostenrijk, Rusland, Frankrijk en Groot-Brittannië. Door de versterking van de Pruisische macht werd het dualisme tussen dat land en Oostenrijk echter groter. Frankrijk zag af van vrijwel al haar koloniën in Noord-Amerika. Deze gebieden kwamen aan Groot-Brittannië, dat Spanje en Frankrijk opvolgde als nieuwe zeemacht. Ook de Russische invloedssfeer in Europa werd groter in de periode na de Zevenjarige Oorlog.